# Hogna ornata
Hogna ornata là một loài nhện trong họ Lycosidae.
Loài này thuộc chi Hogna. Hogna ornata được Josef Anton Maximilian Perty miêu tả năm 1833.